# Comuna Vesela Fedorivka, Tomakivka
Vesela Fedorivka (în ucraineană Весела Федорівка) este o comună în raionul Tomakivka, regiunea Dnipropetrovsk, Ucraina, formată din satele Nastasivka, Topîla și Vesela Fedorivka (reședința).

## Demografie
Componența lingvistică a satului Vesela Fedorivka
     Ucraineană (91,46%)
     Rusă (7,49%)
     Alte limbi (0,45%)
Conform recensământului din 2001, majoritatea populației satului Vesela Fedorivka era vorbitoare de ucraineană (91,46%), existând în minoritate și vorbitori de rusă (7,49%).